# Stay Hungry (film)
Stay Hungry is een Amerikaanse dramafilm uit 1976 onder regie van Bob Rafelson. Het scenario is gebaseerd op de gelijknamige roman uit 1972 van de Amerikaanse auteur Charles Gaines.

## Verhaal
De jonge, rijke zakenman Craig Blake moet in opdracht van malafide makelaars een sportschool opkopen. Al vlug gaat hij sympathie voelen voor de mensen die er trainen. Hij wil het gebouw redden van de sloophamer.

## Rolverdeling
| Acteur                | Personage            |
| --------------------- | -------------------- |
| Jeff Bridges          | Craig Blake          |
| Sally Field           | Mary Tate Farnsworth |
| Arnold Schwarzenegger | Joe Santo            |
| R.G. Armstrong        | Thor Erickson        |
| Robert Englund        | Franklin             |
| Helena Kallianiotes   | Anita                |
| Roger E. Mosley       | Newton               |
| Woodrow Parfrey       | Oom Albert           |
| Scatman Crothers      | William              |
| Kathleen Miller       | Dorothy Stephens     |
| Fannie Flagg          | Amy                  |
| Joanna Cassidy        | Zoe                  |
| Richard Gilliland     | Hal                  |
| Mayf Nutter           | Richard Packman      |
| Ed Begley jr.         | Lester               |
| John David Carson     | Halsey               |

## Achtergrond
De rol van Joe Santo was een van de eerste van Arnold Schwarzenegger. Hij kreeg er een  Golden Globe Award voor als beste debuterende acteur (hoewel hij ervoor al te zien was in Hercules in New York). In de film bereidt Joe Santo zich voor op de verkiezing van Mister Universe; in het echte leven had Schwarzenegger deze titel al meer dan eenmaal behaald. 